# Либеншајд
Либеншајд (њем. Liebenscheid) општина је у њемачкој савезној држави Рајна-Палатинат. Једно је од 192 општинска средишта округа Вестервалд. Према процјени из 2010. у општини је живјело 931 становника. Посједује регионалну шифру (AGS) 7143256.

## Географски и демографски подаци
Либеншајд се налази у савезној држави Рајна-Палатинат у округу Вестервалд. Општина се налази на надморској висини од 535 метара. Површина општине износи 10,6 km². У самом мјесту је, према процјени из 2010. године, живјело 931 становника. Просјечна густина становништва износи 88 становника/km².